# (2120) Tyumenia
(2120) Tyumenia est un astéroïde de la ceinture principale.

## Description
(2120) Tyumenia est un astéroïde de la ceinture principale. Il fut découvert le 9 septembre 1967 à Naoutchnyï par Tamara Smirnova. Il présente une orbite caractérisée par un demi-grand axe de 3,06 UA, une excentricité de 0,13 et une inclinaison de 17,6° par rapport à l'écliptique.

## Nom
L'astéroïde a été mommé d'après l'oblast de Tioumen (à l'époque en Union soviétique, aujourd'hui en Russie). L'oblast de Tioumen est situé à l'est des montagnes de l'Oural en Sibérie occidentale, au centre d'un bassin pétrolier. La région est le plus grand producteur russe de pétrole et de gaz naturel.

## Compléments